# Combea
Combea is een geslacht van schimmels behorend tot de familie Opegraphaceae. De typesoort is Combea pruinosa, maar deze soort is later hernoemd naar Combea mollusca.

## Soorten
Volgens Index Fungorum telt het geslacht twee soorten (peildatum april 2022):
| Soortnaam          | Auteur(s)                     | Publicatiejaar |
| ------------------ | ----------------------------- | -------------- |
| Combea californica | (Th. Fr.) Follmann & M. Geyer | 1986           |
| Combea mollusca    | (Ach.) Nyl.                   | 1860           |